# Seznam politických rodin
Seznam politických rodin uvádí příslušníky některých známých rodin, tedy osobnosti se vzájemnými příbuzenskými vztahy, angažované v politice a politických stranách. V USA je nejznámější rodinný klan Kennedyů. Následující seznam neobsahuje panovnické rody ani rodiny v monarchiích, a není úplný.

## Belgie
- Herman Van Rompuy, Eric Van Rompuy

## Brazílie
- João Nepumuceno Kubitschek, Juscelino Kubitschek de Oliveira, Márcia Kubitschek

## České země
- Václav Benda, Marek Benda
- Edvard Beneš, Vojta Beneš, Václav Beneš, Jiří Beneš (Československo)
- Otakar Černín starší (České království), Děpold Černín (České království), Otakar Černín (České království), Tomáš Czernin
- Jiří Dienstbier starší, Jiří Dienstbier mladší
- Mikuláš Ferjenčík (Československo), Mikuláš Ferjenčík, Olga Richterová
- Josef Frank (politik), Vítězslav Frank, Eduard Frank (Československo)
- Josef František Frič (České království), Josef Václav Frič (České království), Božena Fričová (České království), Vojtěch Frič (České království)
- Vácslav Julius Havel (České království), Václav M. Havel, Hugo Vavrečka (Československo), Václav Havel a několik vzdálenějších příbuzných
- Petr Kolář, Ondřej Kolář
- Valtr Komárek, Martin Komárek
- Václav Klaus, Václav Klaus mladší
- Ferdinand Jiří Lobkowicz (České království), Michal Lobkowicz, Ferdinand Zdeněk Lobkowicz (České království), Jaroslav Alois Lobkowicz (České království), Max Lobkowicz (Československo), Jaroslav Lobkowicz
- Tomáš Garrigue Masaryk, Jan Masaryk (Československo), Alice Masaryková (Československo)
- Zdeněk Mlynář (Československo), Vladimír Mlynář
- Monika Pajerová, Kateřina Pajerová (Martin Bursík)
- František Palacký, František Ladislav Rieger (České království)
- Josef Podsedník, Pavel Podsedník (Československo)
- Jan Plesl (Československo), Jiří Horák
- Alois Rašín, Karla Rašínová, Ladislav Rašín (Československo)
- Felix Schwarzenberg (České království), Karel III. Schwarzenberg (České království), Karel IV. Schwarzenberg (České království), Adolf Josef Schwarzenberg (České království), Bedřich Schwarzenberg (České království), Karel VI. Schwarzenberg (Československo), František Schwarzenberg (Československo), Karel Schwarzenberg
- Rudolf Slánský (Československo), Richard Slánský (Československo), Rudolf Slánský mladší
- Jaroslav Stránský (Československo), Jan Stránský, Martin Jan Stránský
- Martin Stropnický, Matěj Stropnický
- Jaroslav Šedivý, Jiří Šedivý
- Jaromír Talíř, František Talíř
- Petr Uhl, Michal Uhl, Jaroslav Šabata, Anna Šabatová
- Miloslav Výborný, Marek Výborný
- Ladislav Zápotocký (České království), Antonín Zápotocký (Československo)

## Čína
- Čankajšek, Chiang Ching-kuo, Chiang Wei-kuo
- Mao Ce-tung, Mao Anqing, Mao Xinyu

## Egypt
- Butrus Ghálí, Butrus Butrus-Ghálí
- Husní Mubárak, Gamál Mubárak

## Francie
- Charles de Gaulle, Philippe de Gaulle, Charles de Gaulle ml.
- Jean-Marie Le Pen, Marine Le Penová, Marion Maréchal-Le Penová
- François Mitterrand, Frédéric Mitterrand

## Indie
- Motilal Néhrú, Džaváharlál Néhrú, Indira Gándhíová, Rádžív Gándhí

## Irák
- Saddám Husajn, Udaj Husajn, Kusaj Husajn

## Jižní Korea
- Pak Čong-hui, Pak Kun-hje

## Kuba
- Fidel Castro, Raúl Castro, Alejandro Castro Espín

## Německo
- Otto von Bismarck, Herbert von Bismarck, Gottfried von Bismarck, Carl-Eduard von Bismarck
- Karl von Weizsäcker, Ernst von Weizsäcker, Richard von Weizsäcker

## Polsko
- Lech Kaczyński, Jarosław Kaczyński
- Lech Wałęsa, Jarosław Wałęsa

## Řecko
- Georgios Papandreu, Andreas Papandreu, Jorgos Papandreu

## Severní Korea
- Kim Ir-sen, Kim Čong-il, Kim Čong-un

## Sýrie
- Háfiz al-Asad, Bašár al-Asad, Máhir al-Asad

## USA
- George Bush st., George W. Bush, Jeb Bush
- Bill Clinton, Hillary Clintonová
- Joseph Kennedy, John Fitzgerald Kennedy, Robert Kennedy, Edward Kennedy

## Velká Británie
- Randolph Churchill, Winston Churchill, Winston Spencer-Churchill

## Venezuela
- Hugo de los Reyes Chávez, Hugo Chávez, Adán Chávez